# Aire urbaine de Castillon-la-Bataille
L'aire urbaine de Castillon-la-Bataille était une aire urbaine française des départements de la Gironde et de la Dordogne centrée sur la ville de Castillon-la-Bataille.
En 2020, l'Insee définit un nouveau zonage d'étude : les aires d'attraction des villes en remplacement des aires urbaines. Castillon-la-Bataille en est dépourvue.

## Données globales
En 2010, selon l'Insee, l'aire urbaine de Castillon-la-Bataille était composée de trois communes.
Son pôle urbain était l'unité urbaine de Castillon-la-Bataille, formée des trois mêmes communes.

### Communes
Selon la délimitation de 2010, les communes appartenant à l'aire urbaine de Castillon-la-Bataille étaient Castillon-la-Bataille, Lamothe-Montravel et Saint-Magne-de-Castillon.

## Évolution démographique
L'évolution démographique ci-dessous concerne l'aire urbaine selon le périmètre défini en 2010.
| 1968  | 1975  | 1982  | 1990  | 1999  | 2007  | 2012  | 2017  |
| ----- | ----- | ----- | ----- | ----- | ----- | ----- | ----- |
| 5 291 | 5 517 | 5 688 | 5 753 | 6 015 | 6 275 | 6 054 | 6 494 |